# Лејк Бриџпорт (Тексас)
Лејк Бриџпорт (енгл. Lake Bridgeport) град је у америчкој савезној држави Тексас. По попису становништва из 2010. у њему је живело 340 становника.

## Демографија
Према попису становништва из 2010. у граду је живело 340 становника, што је 32 (8,6%) становника мање него 2000. године.
| Група             | 2000.       | 2010.       |
| Белци             | 346 (93,0%) | 317 (93,2%) |
| Афроамериканци    | 1 (0,3%)    | 3 (0,9%)    |
| Азијати           | 0 (0,0%)    | 1 (0,3%)    |
| Хиспаноамериканци | 20 (5,4%)   | 17 (5,0%)   |
| Укупно            | 372         | 340         |